# طول دبای
طول دبی(دِبای)، یکی از طول‌های مهم در فیزیک است.

## مشخصات
این طول به طولی از یک گاز یونیزه می‌گویند که اگر طول (یا حجم) گاز یونیده از طول دبی کمتر باشد آن گاز هیچ گاه خصوصیات یک پلاسما را از خود نشان نخواهد داد این طول به افتخار پیتر دبیه نامیده شده است.

## معادله
طول دبی را از معادله زیر به دست می‌آورند:
{\displaystyle \lambda _{D}={\sqrt {\frac {\varepsilon _{0}k/q_{e}^{2}}{n_{e}/T_{e}+\sum _{ij}j^{2}n_{ij}/T_{i}}}}}
که در آن:
λD طول دبی،
ε0 الکتریسته فضا(برحسب فاراده)،
k ثابت بولتزمن،
qe بار الکترون،
Te and Ti دمای یونها و الکترونها (به کلوین)،
ne چگالی الکترون،
nij'چگالی قطعه‌های اتمی i، با بار مثبت یونها jqe